# 1312 en Angleterre
Chronologie de l'Angleterre
- 1308
- 1309
- 1310
- 1311
- 1312
- 1313
- 1314
- 1315
- 1316

Cette page concerne l'année 1312 du calendrier julien.

## Naissances en 1312
- 12 janvier : Jeanne Gaveston, noble
- 12 mars : John de Vere, 7e comte d'Oxford
- 13 novembre : Édouard III, roi d'Angleterre
- Date inconnue :
  - Guillaume de Bohun, 1er comte de Northampton
  - Édouard de Bohun, noble
  - Isabelle le Despenser, comtesse d'Arundel
  - Jeanne de Lancastre, baronne Mowbray
  - Henry Scrope, 1er baron Scrope de Masham (en)

## Décès en 1312
- 19 juin : Pierre Gaveston, 1er comte de Cornouailles
- Date inconnue : 
  - John de Berewyk, juge
  - Marguerite de Clare, comtesse de Cornouailles
  - John de Ferrers, 1er baron Ferrers de Chartley
  - Gilbert Seagrave, théologien